# Apenes nebulosa
Apenes nebulosa är en skalbaggsart som beskrevs av Leconte. Apenes nebulosa ingår i släktet Apenes och familjen jordlöpare. Inga underarter finns listade i Catalogue of Life.